# Кэмерон, Эрл
Эрлстоун Дж. Кэмерон, CBE (англ. Earlston J. Cameron; 8 августа 1917 — 3 июля 2020) — бермудский и британский актёр. Наряду с Саем Грантом он известен как один из первых чёрных актеров, прославившихся в Соединённом Королевстве. Его появление в 1951 году в фильме «Бассейн в Лондоне» ознаменовало первую главную роль темнокожего актёра в истории английского кино.

## Биография
Кэмерон родился в Пембрукe (Бермудские острова). В юности он плавал на кораблях британского торгового флота, главным образом между Нью-Йорком и Южной Америкой. Когда началась Вторая мировая война, он оказался в затруднительном положении в Лондоне на корабле The Eastern Prince 29 октября 1939 года. Как он сам выразился в интервью Royal Gazette: «Я прибыл в Лондон 29 октября 1939 года. Я связался с молодой леди, а остальное вы знаете. Корабль уплыл без меня, девушка ушла тоже».
В 1941 году, получив билет от друга в подарок, он оказался на выступлении возрождённого Chu Chin Chow в Palace Theatre. После шоу Кэмерон, в то время работавший на кухне отеля Strand Corner House, отправился за кулисы и спросил, сможет ли он присоединиться к труппе. Сначала он получил отказ, но спустя 2-3 недели, когда кто-то из актёров не явился на работу, Эрлу было предложено заменить его.

## Карьера
По словам кинопортала Screenonline, «Эрл Кэмерон внёс глоток свежего воздуха в душные картины британской киноиндустрии, обходившей темы расовых отношений. Часто брошенные на обочину жизни и одинокие, герои Кэмерона имели чувство достоинства и моральный авторитет».
В 1960-е годы Кэмерон много снимался в британских сериалах — «Доктор Кто», «Заключённый», «Прорыв Андромеды».

## Избранная фильмография
- Бассейн в Лондоне (1951)
- Там есть другое Солнце (1951)
- Экстренный вызов (1952)
- Симба (1955)
- Женщина для Джо (1955)
- Сафари (1955)
- Одонго (1956)
- Внутри сердца (1957)
- Марка Ястреба (1957)
- Убийцы с Килиманджаро (1959)
- Сапфир (1959)
- Тарзан великолепный  (1960)
- Без шуток (1961)
- Огненные улицы (1961)
- Три испытания Тарзана (1963)
- Пушки при Батаси (1964)
- Шаровая молния (1965)
- Человек-бутерброд (1966)
- Подземная битва  (1967)
- Два пенни (1968)
- Два джентльмена вместе (1969)
- Тёплый декабрь (1973)
- Послание (1976)
- Куба (1979)
- Страж тьмы (2001)
- Переводчица (2005)
- Королева (2006)
- Начало (2010)
- На крыше (2013)

## Личная жизнь
Кэмерон практиковал веру Бахаи. В общине бахаистов Кэмерон провёл прием в Лондоне в 2007 году в честь своего 90-летия. Жил в Уорикшире. Он был женат на Барбаре Кэмерон. Его первая жена, Одри Кэмерон, умерла в 1994 году. Эрл Кэмерон имел шестерых детей.

## Награды
Он был награждён Орденом Британской империи (CBE) в 2009 году.
Имя Кэмерона носит театр в Гамильтоне (Бермудские острова). На церемонии он присутствовал лично в декабре 2012 года.
Уорикский университет в январе 2013 года наградил актёра званием своего Почётного доктора.